# العكش (مستباء)

تعديل مصدري - تعديل

العكش هي إحدى قرى عزلة شرق مستباء بمديرية مستباء التابعة لمحافظة حجة، بلغ تعداد سكانها 445 نسمة حسب تعداد اليمن لعام 2004.